# ラボーチェエ・デーロ
ラボーチェエ・デーロ（ロシア語: Рабочее дело 、 The Workers'Cause ）は、非定期的な政治新聞であり、ロシア社会民主党海外連合の機関。 1899年4月から1902年2月まで運用されていた。 印刷所はジュネーブにあり、編集局はパリにあった。その編集者は、ボリス・クリチェフスキー、パベル・テプロフ、ウラジミール・イヴァンシン、そして1900年から新たに編集者になったアレクサンドル・マルティノフの4人が挙げられる。合計12号が発行され、ラボーチェエ・デーロ の編集委員会は、海外の経済学者の中心であった。
ラボーチェエ・デーロの政治的傾向は、初号で示された。プロレタリアートの経済的利益のための闘争は、すべての社会民主主義活動の基礎であると示したことがそうである。レーニンの著書「何をなすべきか」で、ラボーチェエ・デーロの特徴を次のように特徴づけた。
ラボーチェエ・デーロは、一貫した経済主義ではなく、ロシアの歴史における全期間の際立った特徴を構成する混乱と揺れを完全かつ印象的に表現したため、「歴史的」重要性を獲得した。
　　　　　　ーウラジーミル・レーニンー
ロシア社会民主労働党（RSDLP）の第2大会で、ラボーチェエ・デーロは極右党を代表した 。

## 初号
ラボーチェエ・デーロは、1895年後半に、SBORKによって最初に設立された。その初号の作成作業は、アナトリー・ヴァネエフの家への襲撃中に憲兵に押収されたとき、 レーニンを含む6人のリーグメンバーが逮捕されたが、作業は継続された。
しかし、1898年の後半に、ラボーチェエ・デーロは、Rabochaya Mysl （ロシア語: Рабочая Mысль 、労働者の考え）を通じてエコノミストの支配下に置かれてしまった。